# Hotpoint
Hotpoint è un marchio britannico di elettrodomestici, dal 2001 di proprietà della Indesit Company UK, divisione britannica della multinazionale statunitense Whirlpool Corporation.

## Storia
L'azienda viene fondata nel 1911 in Inghilterra come Hotpoint Electric Heating Company e nel 1920 con la statunitense General Electric crea una joint-venture denominata Hotpoint Electric Appliance Company Limited, per commercializzare i prodotti della GE nel Regno Unito. L'azienda inizia producendo frigoriferi e lavatrici.
Nel 1929 viene rilevata dalla General Electric Company plc. Hotpoint diventa il maggior produttore britannico di elettrodomestici.
Nel 1989, Hotpoint viene incorporata nella Great Domestic Appliances (GDA), divisione elettrodomestici della GEC, controllata al 50% dalla General Electric statunitense.
Nel 2001 il gruppo italiano Merloni Elettrodomestici rileva il 50% della GDA. Grazie a questa operazione Merloni diventa la terza azienda europea di elettrodomestici, e nel 2003 il primo produttore britannico del settore e il primo nel mercato locale con una quota del 30%. Sempre nel 2003, Merloni rileva l'altro 50% posseduto dalla General Electric, e la GDA si trasforma in Merloni Elettrodomestici UK.
Nel 2007 il marchio Hotpoint viene abbinato al marchio Ariston, dando origine ad un nuovo brand denominato Hotpoint-Ariston, per il mercato europeo.
Nel 2011 il marchio Ariston viene definitivamente soppresso, in favore del solo nome Hotpoint.
In Gran Bretagna e Irlanda è noto soltanto come Hotpoint. In questi due paesi, la Indesit Company UK, che ha sede a Peterborough, oltre che con il marchio Hotpoint è presente anche con Indesit, Cannon e Creda, e attualmente conta uno stabilimento a Yate, che occupa circa 1.000 addetti.
Nel 2014 Indesit, che controlla il marchio Hotpoint, viene acquistata dalla statunitense Whirlpool Corporation.